# Colin Ratsey
George Colin Ratsey (ur. 30 lipca 1906 w Cowes, zm. 12 marca 1984 w Wellesley) – brytyjski żeglarz sportowy, medalista olimpijski.
Podczas letnich igrzysk olimpijskich w Los Angeles (1932) zdobył, wspólnie ze Peterem Jaffe’em, srebrny medal w żeglarskiej klasie Star. Startował również w klasie Snowbird, zajmując 6. miejsce.
Colin Ratsey uczył się w Brighton College. Później odbył praktykę jako żaglomistrz i przez ponad 50 lat był związany z firmą Ratsey & Lapthorn, najstarszym producentem żagli na świecie. Oprócz srebrnego medalu olimpijskiego w 1932 zdobył Puchar Księcia Walii w 1939 (w klasie International 14) oraz Puchar Księcia Filipa w 1959 (w klasie Dragon). Dwukrotnie uczestniczył, jako pretendent, w regatach o Puchar Ameryki, w 1934 – w składzie załogi jachtu Endeavour oraz w 1958 – jako członek załogi jachtu Sceptre. Był również odpowiedzialny za sprowadzenie do Anglii odmiany żeglowania nazwanej frostbiting – zimowego żeglowania w małych łodziach. Po przejściu na emeryturę przeprowadził się do Stanów Zjednoczonych, został wiceprezesem Yardarm Sailmakers w Needham w stanie Massachusetts i nadal działał w międzynarodowych kręgach żeglarskich.